# Лунтик та його друзі
«Лунтик та його друзі» (рос. Лунтик и его друзья) — російський повчальний анімаційний серіал для дітей дошкільного віку. Транслюється на телебаченні з 1 вересня 2006 року. Ключовою темою стали пригоди маленької пухнастої істоти Лунтика — космічного прибульця, який народився на Місяці і вилупився з яйця.
Мультсеріал складається з більш ніж 500 серій, сюжети яких містять у собі не тільки розважальні, а й моральні та навіть повчальні теми. Тривалість серій становить близько 5 хвилин.
Дія відбувається у лісі біля ставка. Більшість персонажів — дрібні комахи, риби, жаби, бджоли тощо. Вони уособлюють собою дорослих та дітей. Головні персонажі — діти (передусім Лунтик), з якими відбуваються різні пригоди, під час яких вони пізнають світ і навчаються взаємин у суспільстві.

## Персонажі

### Лунтик
Незвичайний малюк, який потрапив з Місяця на Землю. Жителі галявини дуже полюбили Лунтика за його добру вдачу, гостинність, чуйність і прагнення прийти на допомогу тому, хто її потребує. Лунтик поки ще не знає безліч простих речей і не розуміє, як влаштований світ, але він дуже швидко вчиться, йому подобається цей світ і він хоче зробити його ще кращим і добрішим. Він оселився у баби Капи і діда Шера. Лунтик зовсім не вміє битися, хитрувати, хвалитися, величатися, скупитися. Простодушний, через що іноді і потрапляє в незручні ситуації, але, зрозумівши за допомогою друзів, в чому помилка, обов'язково намагається загладити її по-хорошому, щоб нікого не образити і нікому не заподіяти зла. Лунтик дуже ввічливий, завжди прислухається до думки оточуючих і не лінується обдумати почуте. Симпатизує метелику Еліні. З першої серії відомо, що Лунтик вилупився з яйця. Сам Лунтик покритий бузкової шерстю. Дві руки і дві ноги. Вуха подвійні. Ззаду невеликий хвостик. Лунтик може дихати під водою, тому він часто навідується в гості до мешканців ставка. У нього є улюблена іграшка Луня. Вона з'являється в двох серіях — 431 «Бабай» і 439 серії «Країна іграшок». Лунтик присутній у всіх серіях, крім 325 серії «Вихователі», 394 серії «Красива Клава», 408 серії «Компанія для Клави», 414 серії «Морскі жителі», 455 серії «Смугастий і сріблястий» та в 490 серії «Хочемо бути рибками»
- Озвучує: Катерина Гороховська (1-150, 152—154, 156—275, 283—291, 293—540 серію), Анна Слинько
- Дублює українською Наталя Романько-Кисельова, Наталя Денисенко

### Кузя
Коник, кращий друг Лунтика. Кузя часто приймає рішення, що призводять до неприємних наслідків. Любить нові ігри і пригоди. Іноді буває хвалькуватий і мудрує. Часто робить погані речі і зізнається в них далеко не відразу, а мовчить і робить вигляд, що не пов'язаний з тим, що трапилося. Буває, що веде себе не краще, ніж Вупсень і Пупсень. Наприклад, в 193 серії «Ласун» він об'ївся цукерками до такої міри, що у нього заболів зуб. Кузя дуже допитливий і з легкістю ділиться своїми знаннями з Лунтиком. З дитинства любить танцювати Лісову польку. Перша поява у 2 серії «Сон». У нього є брат Пузя (396 серія «Бешкетники»), з яким вони схожі, як дві краплі води, бабусі Музя і Сьюзя (464 серія «Бабусі»).
- Озвучує: Олена Шульман
- Дублює українською Наталя Задніпровська, Світлана Шекера

### Міла
Подруга Лунтика. Міла, ввічлива, добра, але дуже часто примхлива, плаксива і дуже образлива дівчинка — сонечко. Знає безліч цікавих ігор, володіє навичками малювання, дуже любить робити замки і пасочки з піску, грати в «лікаря». Часто всіх повчає, користуючись знанням різноманітних правил. Особливо добре ставиться з симпатією до Бджоленяти. Перша поява в 12 серії «Міла».
- Озвучує: Юлія Рудіна
- Дублює українською Наталя Задніпровська, Марина Локтіонова

### Бджоленя
Швидкий, маленький, розумний, грунтовний хлопчик-бджола, вічно зайнятий друг Лунтика. Ходить в бджолину школу. Він кращий учень в класі. Чуйний, не кине друга в біді. Особливо добре відноситься до Міли, і навіть виявляє симпатію до неї. З повагою ставиться до старших. Раніше боявся темряви, але в 216 серії «Страх темряви» Лунтик і Кузя йому допомогли, і з тих пір Бджоленя її вже не боїться. Перша поява в 3 серії «Будиночок».
- Озвучує: Катерина Гороховська (34-538 серію), Анна Слинько, Світлана Письмиченко (1 сезон 3-63 серію)
- Дублює українською Наталя Романько-Кисельова, Олена Бліннікова

### Вупсень i Пупсень
Два нерозлучних брата — гусені. У Вупсеня на одязі намальована слива, і він носить бандану, а у Пупсеня — вишня, і він носить бейсболку повернену назад. За віком скоріше, підлітки. Називають Лунтика і його друзів «малечею». З усіх дітей вони найсильніші (крім самого Лунтика). Вупсень старший за Пупсеня. Невиховані, пакостливі, постійно через це знаходять собі неприємності. Люблять подражнити метеликів. Але, разом з тим вони відхідливі, їм не чужі всі дитячі прагнення і радості, по-своєму талановиті: вміють добре танцювати, робити ікебану. Люблять жувати траву і їсти ягоди. У них є троюрідні брати Тяпсень і Ляпсень (466 серія «Вони справжні»). Також гусені відрізняються за характером: Вупсень — заводила, який вигадує все витівки і втягує в них брата, Пупсень ж досить миролюбний, але легко піддається впливу Вупсеня. У Вупсеня є таємне захоплення — танці в стилі фламенко, про який він нікому не розповідав. Перша поява у 2 серії «Сон».
За сюжетом Вупсень і Пупсень мріють стати метеликами, проте багатьох хвилює питання: чому мультфільм виходить вже 11 років, а вони так і не перетворилися з гусенів в метеликів? У серії 109 пояснюється, що брати прогулювали заняття в «Академії метеликів», а робити все, як сказано в підручнику, їм ліньки і навіть допомогу Лунтика не принесла плодів — Вупсень і Пупсень зголодніли і вилізли з кокона.
- Озвучує: Олег Куликович
- Дублюють українською: Олег Лепенець, В'ячеслав Гіндін, Володимир Терещук, Дмитро Терещук

### Бабця Капа
Добра бджола. Бабуся Лунтика. Любить готувати і пригощати, пече смачні пироги і, плюшки, варить варення, дуже гостинна і щедра. З легкістю справляється з усіма справами по домі. Нескінченно добра, мудра і турботлива, іноді проявляє строгість, але завжди дуже терпимо ставиться до капризів і витівок дітей. Має кількох сестер, які живуть далеко і не показані в мультфільмі (але часто літає до них в гості). Перша поява в 6 серії «Онук».
- Озвучує: Олена Шульман
- Дублює українською: Наталя Задніпровська, Наталя Поліщук

### Генерал Шер
Грізний трутень, що вийшов у відставку в генеральському чині. Мундир за часом відповідає за мундирів XIX століття. Дідусь Лунтика. Чоловік бабці Капи, яка кличе його Шершуня. Сам же він називає її Капуня. Стежить за порядком в лісі через підзорну трубу. Добрий, благородний і сміливий дідусь, але часом смішний і незграбний, буває боягуз. Дуже любить поїсти. У перших серіях Шер безпорадний у веденні домашнього господарства, але в пізніх серіях виявляється непоганим трудовиком і майстром. Як і Бабця Капа, з'являється в 6 серії «Онук».
- Озвучує: Анатолій Петров
- Дублює українською Олег Лепенець, Володимир Терещук

### Павук Шнюк
Тихий і скромний павук. Захоплюється мистецтвом — живописом, музикою, поезією, скульптурою. Мультиінструменталіст. Коли потрібно, він завжди прийде на допомогу і дасть корисну пораду. У Шнюка є бабуся, якій він регулярно пише листи. Любить спокій і тишу, тому на його дверях написано «Тут нікого немає!». Перша поява в 3 серії «Будиночок» (частково) в 7 серії «Добра справа» (офіційно).
- Озвучує: Анатолій Петров
- Дублює українською В'ячеслав Гіндін, Анатолій Пашнін

### Корній Корнійович
Дощовий черв'як, місцевий шахтар, винахідник і навіть в деяких випадках лікар. Великий знавець і майстер на всі руки, за що користується загальною повагою. Може вирішити будь-який спір. У змаганнях та конкурсах завжди є суддею. Живе в норі, яка має безліч тунелів і ходів. Знає безліч наукових речей (затемнення Сонця, звідки береться роса) і завжди розповідає про них Лунтику і іншим дітям. Носить окуляри-пенсне і будівельну каску. Перша поява в 4 серії «Як стати другом».
- Озвучує: Анатолій Петров, Михайло Черняк (117 серія «Індіанці»)
- Дублює українською В'ячеслав Гіндін, Дмитро Терещук

### Метелики
Три кольорові подружки — метелики. Вони галасливі, метушливі, веселі, безтурботні, люблять вбиратися пурхающі створіння. Цікаві, легко піддаються паніці. Мають двох друзів — Мілу і Еліну. Люблять розглядати модні журнали, але іноді і пограти з дітьми. Самі іноді поводяться не краще інших. Хвалькуваті, вредні. Перша поява в 4 серії «Як стати другом». У серії «Вредина» жовтого метелика називають Маргарита або Марго. До цього ім'я було тільки в бузкового метелика — Еліни.
- Озвучує: Олена Шульман, Юлія Рудіна
- Дублюють на українську: Наталя Романько-Кисельова, Наталя Задніпровська

### Еліна
Бузковий метелик, яку взаємно любить Лунтик. У першій її появі видно, що не дуже любить спілкуватися з іншими метеликами-модницями, але в наступних появах проводить з ними багато часу і так само, як і вони, читає журнали і приміряє прикраси. Займається балетом і навіть навчила Лунтика і інших хлопців цьому танцю. Перша поява в 4 серії «Як стати другом». Спочатку не проявляла до Лунтика уваги, проте в серії «Незнайомець» вони подружилися.
- Озвучує: Юлія Рудіна, Ольга Семенова (1 сезон)

### П'явка
Дратівлива, вічно всім незадоволена п'явка. Вкрай рідко буває доброю і привітною. Не любить, коли Лунтик і інші сухопутні жителі знаходяться в ставку. Перша поява в 1 серії «Місячний гість».
- Озвучує: Олена Соловйова
- Дублює українською Наталя Задніпровська

### Жаба Клава
Ненажерлива жаба з невеликими відхиленнями в розвитку. Їсть все, що рухається, що не рухається — приводить в рух і теж їсть. Через свій великий розмір буває дуже незграбною, тому її всі побоюються. Має трьох друзів — Лунтика, Вупсеня і Пупсеня. Клава носить помаранчевий бантик і дуже дорожить ним. У 250 серії «Гарні манери» дізналася правила поведінки за столом і після цієї серії її стали запрошувати на всі свята. Перша поява у 2 серії «Сон».
- Озвучує: Костянтин Бронзит, Наталія Данилова (11 серія «Шкатулка»)

### Вчителька
Наставниця в бджолиній школі і за сумісництвом дитяча медсестра. Сувора і відповідальна бджола середнього віку. Дуже короткозора і змушена носити окуляри. Перша поява в 3 серії «Будиночок».
- Озвучує: Олена Шульман

### Тітка Мотя
Некваплива інтелігентна черепаха, близька подруга Пічкура Івановича. Любить свята і вміє проводити бали. Живе під водою у великому будинку (перший будинок, в який потрапив Лунтик). У 365 серії «Міст» будинок тітки Моті стоїть на малому острівці і на ньому є невелика рослинність. Також має літній будиночок (134 серія «Бал тітки Моті»). Краще за всіх робить намиста. Перша поява в 1 серії «Місячний гість».
- Озвучує: Наталія Данилова
- Дублює українською Наталя Романько-Кисельова

### Луна
Найкраща подруга Лунтика. Пустотлива, непосидюча, оптимістична. Вона по-справжньому сонячна істота, хоч і з Місяця. Перша поява у 509 серії «Місячна подруга»
- Озвучує: Ірина Обрезкова

## Список серій
У цій статті наведено список усіх серій мультсеріалу «Лунтик та його друзі», коротка інформація про них, а також їхні творці. Перші два сезони були зроблені за допомогою двовимірної анімації (2D), наступні — за допомогою тривимірної анімації персонажів і двовимірних фонів (3D).

### Сезон 1 (2006—2007). 2D
| №   | Назва                                    | Короткий опис | Автор(и) сценарію                | Режисер серії     | Ведучий(і) аніматор(и)       |
| --- | ---------------------------------------- | --- | -------------------------------- | ----------------- | ---------------------------- |
| 1.  | Місячний гість (рос. Лунный гость)       | Народившись на Місяці, Лунтик відразу ж падає на Землю і потрапляє у ставок. Його поява порушує спокійне життя мешканців ставка. Доброзичливий Лунтик намагається розібратися, що всіх так налякало, але від цього метушня тільки посилюється. | Сарра Ансон                      | Дарина Шмідт      | Галина Воропай               |
| 2.  | Сон                                      | Коник Кузя, розглядаючи в підзорну трубу Місяць, випадково виявляє Лунтика. Виявляється, що Кузя шукає сни, що приходять з Місяця. | Сарра Ансон                      | Дарина Шмідт      | Галина Воропай               |
| 3.  | Будиночок (рос. Домик)                   | Лунтик знайомиться з Бджоленям, який збирає на квітці нектар. З'ясовується, що перший немає дому. Друзі відправляються на його пошуки. Але, не знайшовши нічого слушного, вони вирішують самі побудувати колибу. | Сарра Ансон                      | Дарина Шмідт      | Галина Воропай               |
| 4.  | Як стати другом (рос. Как стать другом)  | Гусені Вупсень і Пупсень вчать Лунтика «дружити». Але хробак Корній Корнійович сказав, що перш ніж щось зробити, треба обміркувати все добре, а гусеням взагалі довіряти не можна. А Кузя все-таки знає, що для того, щоб дружити, достатньо сказати: «привіт, друже». | Сарра Ансон                      | Дарина Шмідт      | Галина Воропай               |
| 5.  | Ім'я (рос. Имя)                          | Виявилося, що Лунтик не має імені. Він вирушає у ставок на пошуки яйця, з якого вилупився. Але Пічкур Іванович пояснює йому, що ім'я — це не річ, а те, як тебе називають. Тоді Лунтик просить Кузю та Бджоленя допомогти підібрати йому ім'я. | Сарра Ансон                      | Дарина Шмідт      | Людмила Стеблянко            |
| 6.  | Онук (рос. Внук)                         | Генерал Шер оглядає околиці лісу в підзорну трубу і наминає бублики. Баба Капа приносить пиріг і каже, що їй снився сон, ніби у них буде гість. Потім Шер помічає Лунтика і за указом дружини несе йому бублик. При зустрічі обидва один одного лякаються. Але потім зустрічаються на вербі і знайомляться по-людськи. Так у диких бджіл з'являється онук. | Сарра Ансон                      | Дарина Шмідт      | Галина Воропай               |
| 7.  | Добра справа (рос. Доброе дело)          | Лунтик хотів принести бабі Капі нектар і ненароком розірвав павутину павука Шнюка. Але потім він вибачився і все виправив. А дядько Шнюк пригостив Лунтика пирогом, який йому передала баба Капа. Адже сумно їсти навіть найсмачніший пиріг наодинці. | Сарра Ансон                      | Дарина Шмідт      | Галина Воропай               |
| 8.  | П'явка (рос. Пиявка)                     | Риби у ставку злякалися грози. Вони попливли, зачепивши і зірвавши лист з П'явкою. Вона потрапила на раковину Чикибряка, якому потрібно було міняти раковину. Він вийшов на берег, одягнув нову раковину, а стару викинув разом з П'явкою в калюжу недалеко від колиби Лунтика. П'явка опинилася в пастці. І з настанням ранку Лунтику довелося цілий день виконувати її примхи. | Сарра Ансон                      | Дарина Шмідт      | Галина Воропай               |
| 9.  | Кульбабка (рос. Одуванчик)               | Лунтик дізнається про кульбаби. Наступного ранку Кузя показує Лунтику поле, на якому виросли нові кульбаби. Але виявилося, що Корній Корнійович хотів збудувати тут дитяче земляне містечко. Лунтик вирішив попросити допомоги у гусенів, сказавши, що знає, де росте смачна та свіжа трава. А після цього баба Капа приготувала з цих кульбаб варення і запросила Лунтика та Кузю на вечірнє чаювання.                                                                                     | Сарра Ансон                      | Дарина Шмідт      | Галина Воропай               |
| 10. | Світлячки (рос. Светлячки)               | Лунтик зустрічає світлячків Тіма та Діну вночі у дощову погоду. Вони допомагають Лунтику дійти до хатинки, а йому незрозуміло, чому ніщо й ніхто, крім них, не світиться яскравіше. | Сарра Ансон                      | Дарина Шмідт      | Галина Воропай               |
| 11. | Скринька (рос. Шкатулка)                 | Дядько Шнюк втратив шкатулку. Лунтик вирушає її шукати. Гусені та метелики теж хочуть отримати шкатулку, адже там секрет, як сказав сам Шнюк. У результаті останній, знайшовши скриньку, показує Лунтику, що там музика. А ось гусеням чомусь секрет не сподобався. Напевно вони ще не навчилися слухати музику. | Сарра Ансон                      | Дарина Шмідт      | Людмила Стеблянко            |
| 12. | Міла (рос. Мила)                         | Лунтик зустрів сонечко Мілу і ненароком кілька разів зламав її пасочки. Міла образилася на Лунтика і прогнала його. Але коли він пішов, гусені теж почали ламати пасочки, але вже навмисне. Лунтик повернувся і, побачивши це, вирішив їх провчити. | Сарра Ансон                      | Дарина Шмідт      | Галина Воропай               |
| 13. | А що у ставку? (рос. Что в пруду?)       | Друзі Лунтика хочуть дізнатись про підводний світ. Але Пічкур Іванович боїться виходити на повітря, адже там рибам погано. І тільки дядько Рак зміг вийти на берег і розповісти друзям про життя в ставку. | Сарра Ансон                      | Ольга Образцова   | Галина Воропай               |
| 14. | М'яч (рос. Мяч)                          | Лунтик вчиться грати в м'яч. Виявляється, навіть дорослі, які виганяли його пограти в іншому місці, не проти: дядько Шнюк вирішив грати в м'яч, дядько Корній став суддею, а дядько Рак — воротарем. Гусеням хоч і впав м'яч, вони не приєдналися до гри, а вирішили йти жувати траву. Може, це набагато цікавіше, ніж грати у м'яч? | Олена Павлікова                  | Дарина Шмідт      | Галина Воропай               |
| 15. | Вниз-вгору (рос. Вниз-вверх)             | Лунтик хоче високо стрибати і літати. Він перепробував безліч способів, поки не став стрибати на павутині дядька Шнюка. Павук пом'якшав і дозволив не тільки Лунтику, а й Кузі з гусенями пострибати на своєму павутинні. | Олена Павлікова                  | Дарина Шмідт      | Галина Воропай               |
| 16. | Шкарпетка (рос. Носок)                   | Лунтик знайшов білизну баби Капи, яку здув вітер, на павутині дядька Шнюка. Не знайшлася лише зникла шкарпетка генерала Шера. Але потім з'ясовується, що Шер ненароком натягнув обидві шкарпетки на одну ногу. Він зрозумів це тільки після того, як забрався до Шнюкового дому, щоб знайти там свою шкарпетку. Останній забрав собі шкарпетку Шера за те, що той ненароком зламав йому вікно. Після того, як Шер вибачився за зламане вікно, Шнюк все ж таки віддав йому зниклу шкарпетку. | Сарра Ансон                      | Дарина Шмідт      | Галина Воропай               |
| 17. | Бульбашки (рос. Пузырьки)                | Лунтик, Кузя та Міла вчаться пускати мильні бульбашки. Виявляється, що бульбашки подобаються всім, навіть дорослим. | Сарра Ансон                      | Ольга Образцова   | Ольга Тараріна               |
| 18. | Очерет (рос. Камыш)                      | На Лунтика та Кузю падає очерет — це гусені перегризли стебло. Але очерет усім лише заважає. І тоді баба Капа з очеретового пуху зробила всім мешканцям лісу та ставка красиві подушки. | Сарра Ансон                      | Людмила Стеблянко | Галина Воропай               |
| 19. | Пиріг (рос. Пирог)                       | Баба Капа полетіла до сестер, а генерал Шер і Лунтик залишилися вдома самі. Вона була там до вечора, тож у хаті нічого не було, крім каші на сніданок. Тоді, Лунтик і Шер вирішили зробити для баби Капи сюрприз і спекти до чаю найсмачніший пиріг. | Сарра Ансон                      | Ольга Образцова   | Ольга Тараріна               |
| 20. | Роса                                     | Друзі хочуть уночі подивитися на того, хто «розкладає» росу. Але дядько Корній пояснює, що це робить туман. | Сарра Ансон                      | Дарина Шмідт      | Ольга Тараріна               |
| 21. | Ковдрочка (рос. Одеяло)                  | Міла показує Лунтику, Кузі і Бджоленяті свою ковдрочку. Хлопці хотіли прибрати нитку, але ковдрочка через це розірвалася на клаптики. Потім друзі таки знайшли їх, а дядько Шнюк допоміг назад пошити ковдрочку. І вона стала ще гарнішою. | Сарра Ансон                      | Антон Рудін       | Галина Воропай               |
| 22. | Іграшка (рос. Игрушка)                   | Дядько Шнюк розбирав речі та виявив свого іграшкового павучка, а також зошит із віршами. Потім дядько Шнюк дозволив Лунтику взяти павука та пограти з іграшкою друзям. Кузя зустрів Лунтика і ненароком зламав павучка. Але потім дядько Шнюк пояснив хлопцям, що іграшка не зламана, а всього лише розібрана. Потім він віддав друзям свої старі іграшки, а собі залишив лише найпам'ятніше: зошит із віршами та іграшкового павучка.                                                      | Дарина Шмідт                     | Ольга Образцова   | Ольга Тараріна               |
| 23. | Суничка (рос. Земляничка)                | Лунтик та Кузя хотіли віднести суничку друзям, але через гусенів їм це не вдається. Але Міла каже, щоб вони не засмучувалися, бо Міла з Бджоленям знайшли галявину, де цієї сунички дуже багато. | Сарра Ансон                      | Людмила Стеблянко | Галина Воропай               |
| 24. | Струмок (рос. Ручей)                     | Гра Вупсеня і Пупсеня призвела до того, що струмок вийшов із берегів і влаштував великий потоп на березі. Але спільними зусиллями дорослі та діти прибрали камінь, через який струмок зійшов зі своєї дороги. | Сарра Ансон                      | Антон Рудін       | Галина Воропай               |
| 25. | Клей                                     | Дідо Шер зварив багато клею та хотів його винести, але боявся, що не донесе. Лунтик хотів допомогти, але бочка була важка, і він випадково його пролив. Гусені думали, що ця калюжа — бруд і хотіли стрибнути через неї. Але оскільки це був клей, вони застрягли там. І лише завдяки Лунтику з Кузею, гусені змогли звільнитися. | Сарра Ансон                      | Ольга Образцова   | Ольга Тарарина               |
| 26. | Музика (рос. Музыка)                     | Усі в лісі люблять слухати музику. Але дядько Шнюк каже, що вона заважає грати на інструментах. А Лунтик і Кузя думають, що в нього поганий настрій навіть від музики, і пропонують йому все: квіточки, нектар, пиріг, але йому зовсім не до подарунків. | Марина Богданова                 | Людмила Стеблянко | Галина Воропай               |
| 27. | Млинці (рос. Блинчики)                   | Генерал Шер від ситості заснув і не встиг пояснити Лунтику та Кузі, що означає «пускати млинчики». Але потім, пояснив їм, що навіть різні речі можуть називатися однаково. | Марина Комаркевич                | Антон Рудін       | Віра Бекелєва                |
| 28. | Відерце (рос. Ведёрко)                   | Міла і Кузя будували гарну пісочну вежу, яка почала розвалюватися. Лунтик побіг за водою, але разом із нею спіймав П'явку. Вона вкрала відерце. Довелося Лунтику залізти у ставок, щоб знайти вкрадене відерце. | Сарра Ансон                      | Ольга Образцова   | Ольга Тараріна               |
| 29. | Квітка (рос. Цветок)                     | Бджоленя попросив Лунтика наглянути за квіткою. Але прийшли гусені і почали «радити» Лунтику, як правильно наглядати. Адже через шкідливі поради гусенів квітка могла і загинути. Добре, що Лунтик вчасно зрозумів свою помилку і швидко все виправив. | Наталія Степанова Аліна Соколова | Галина Воропай    | Галина Воропай               |
| 30. | Посуд (рос. Посуда)                      | Лунтик і генерал Шер миють посуд, але вони його весь ледь не перебили. | Сарра Ансон                      | Ольга Образцова   | Ольга Тараріна               |
| 31. | Мішок (рос. Мешок)                       | Гусені стежать за малятами, щоб дізнатися, що вони носять по всьому лісі у своєму мішку. | Марина Комаркевич                | Антон Рудін       | Віра Бекелєва                |
| 32. | Страх                                    | Лунтик, Кузя та Бджоленя вирушили вночі гуляти лісом, щоб злякатися по-справжньому. | Андрій Чибіс Дмитро Яковенко     | Людмила Стеблянко | Віра Бекелєва                |
| 33. | Зуб                                      | У Пупсеня захворів зуб, і друзі намагаються допомогти йому. Пупсеню спочатку було страшно, але коли зуб таки випав, він зрозумів, що нічого небезпечного в цьому не було. | Сарра Ансон                      | Катерина Шрага    | Галина Воропай               |
| 34. | Подарунок (рос. Подарок)                 | Лунтик та його друзі роблять подарунок для генерала Шера та бабці Капи на їхнє свято — річницю першої зустрічі. | Дмитро Яковенко                  | Людмила Стеблянко | Віра Бекелєва                |
| 35. | Захід Сонця (рос. Закат)                 | Тітка Мотя хоче подивитися на захід Сонця. За допомогою павутини дядька Шнюка, Лунтик та Кузя піднімають її на вербу, де вона і змогла побачити захід Сонця. | Дарина Шмідт                     | Ольга Образцова   | Ольга Тараріна               |
| 36. | Стрибуха (рос. Попрыгушка)               | Кузя хоче звернути на себе увагу і вирішує сказати, що захворів на нову хворобу — стрибуху. | Дарина Шмідт                     | Антон Рудін       | Галина Воропай               |
| 37. | Застуда (рос. Простуда)                  | Дядько Шнюк застудився і не хоче, щоб його лікували. Але Мілі і Лунтику все ж таки вдається допомогти павуку одужати. | Дарина Шмідт Дмитро Яковенко     | Галина Воропай    | Віра Бекелєва                |
| 38. | Сажотруси (рос. Трубочисты)              | Лунтик та генерал Шер хотіли запалити в каміні. Але в димарі щось застрягло. Шер вирішив полетіти до димаря, щоб виштовхнути це «щось». Але виникли нові неприємності: швабра впала в димар. А потім бабця Капа з'ясувала, що дідо Шер і Лунтик забули відхилити затулку, і запалила в каміні, а Лунтик з Шером, що відмилися від сажі, пили чай. | Сарра Ансон                      | Ольга Образцова   | Ольга Тараріна               |
| 39. | Прогулянка (рос. Прогулка)               | Лунтик і Шнюк гуляють лісом. У результаті вони втрачають одне одного із поля зору. Але невдовзі, за допомогою світлячків, їм вдалося повернутися додому. | Марина Комаркевич                | Катерина Шрага    | Ольга Тараріна               |
| 40. | Зарядка                                  | Лунтик і Кузя разом із генералом Шером роблять зарядку, щоб стати більшими та сильнішими. | Наталія Степанова Аліна Соколова | Антон Рудін       | Ольга Тараріна               |
| 41. | Криниця (рос. Колодец)                   | Лунтик та Кузя виявляють криницю, про яку дядько Корній забув після того, як її вирив. | Сарра Ансон                      | Людмила Стеблянко | Наталія Константинова        |
| 42. | Нечеми (рос. Невежи)                     | Лунтик, Кузя та Міла вчать гусенів ввічливим словам, щоб генерал Шер дозволив їм поїсти пирогів. | Сарра Ансон                      | Катерина Шрага    | Віра Бекелєва                |
| 43. | Бутон                                    | Міла їла нектар у квітці, а потім заснула. І квітка теж заснула, тому вона не може вибратися. Лунтик попросив світлячків допомогти. І, завдяки їм, Міла вибралася з бутону. Світлячки проводжають її додому, а Лунтик співає бутону колискову. | Наталія Степанова Аліна Соколова | Ольга Образцова   | Ольга Тараріна               |
| 44. | Повінь (рос. Потоп)                      | Була вночі злива. Через неї ставок вийшов із берегів і затопив ліс. Але ж незабаром вода висохне, і мальки не зможуть повернутись у ставок. Лунтик вирушає на пошуки малюків. | Сарра Ансон                      | Антон Рудін       | Віра Бекелєва                |
| 45. | Клава                                    | Лунтик знайомиться з жабою Клавою, яку всі бояться. Але після спілкування з нею Лунтик розуміє, що Клава добра. | Дмитро Яковенко                  | Ольга Образцова   | Ольга Тараріна               |
| 46. | Намистини (рос. Бусины)                  | Лунтик намагається знайти власника намистин. Пізніше виявилося, що це тітка Мотя ненароком розсипала їх. Лунтик допоміг їй донести намистини додому, а вона його навчила робити намисто. | Марина Комаркевич                | Людмила Стеблянко | Віра Бекелєва                |
| 47. | Гість (рос. Гость)                       | Лунтик запрошує Шнюка у гості. Та тільки робить він все не зовсім так, як треба. | Сарра Ансон                      | Катерина Шрага    | Ольга Тараріна               |
| 48. | Не спати (рос. Не спать)                 | Друзям треба лягти спати раніше, адже завтра вони вболіватимуть за Бджоленя. Але Лунтик вночі грав зі світлячками і все проспав. | Сарра Ансон                      | Галина Воропай    | Наталія Константинова        |
| 49. | Вище за Сонце (рос. Выше Солнца)         | Кузя намагається перестрибнути Сонце, але це у нього не виходить. А після невеликого дощику утворилося багато калюж, у яких відбивається Сонце. І тільки тоді друзям виходить перестрибнути Сонце. | Дмитро Яковенко                  | Галина Воропай    | Наталія Константинова        |
| 50. | Обов'язок честі (рос. Долг чести)        | Лунтик рятує Мурашку, а той каже, що тепер зобов'язаний охороняти його. Адже для мурах це обов'язок честі. | Дмитро Яковенко                  | Антон Рудін       | Віра Бекелєва                |
| 51. | Нора                                     | Лунтик и Кузя хотят побывать там, где они ещё никогда не были, — ведь и пруд, и земляничная поляна им давно знакомы и порядком надоели. | Марина Комаркевич                | Ольга Образцова   | Ольга Тараріна               |
| 52. | Це моє! (рос. Это моё!)                  | Вупсень и Пупсень не могут поделить росток. Лунтик предлагает им поделиться друг с другом, но они неправильно его понимают и начинают делить всё вокруг. | Сарра Ансон                      | Катерина Шрага    | Віра Бекелєва                |
| 53. | Безлад (рос. Беспорядок)                 | Пиявка организовала музыкальную вечеринку. После этого в пруду стал твориться полный беспорядок. А всё потому, что Пескарь Иваныч не выходит из дома, поскольку он следит за порядком, а его никто даже не поблагодарил за это. Тогда порядок решается навести Лунтик. | Сарра Ансон                      | Дарина Шмідт      | Ольга Тараріна               |
| 54. | Скатертина (рос. Скатерть)               | Лунтик и Шер хотят убрать пятно со скатерти, но испачкали её ещё больше. А выход из этого был найден: при помощи синьки и зелёнки получился пейзаж, нужно было дорисовать облака и цветочки, а пятно от чая стало солнышком. | Сарра Ансон                      | Антон Рудін       | Віра Бекелєва                |
| 55. | Пух                                      | В лесу появилось много пуха. Лунтик думает, что всё стало красивее, но оказалось, что пух доставляет неприятности: тяжело собирать нектар с полей, невозможно жевать траву на поляне, лепить куличики и др. И только Пескарь Иванович нашёл способ, как сделать так, чтобы пуха было меньше. | Сарра Ансон                      | Галина Воропай    | Наталія Константинова        |
| 56. | Зорепад (рос. Звездопад)                 | Лунтик и Кузя хотят устроить звездопад для бабы Капы. | Марина Комаркевич                | Ольга Образцова   | Ольга Тараріна               |
| 57. | Вішак (рос. Вешалка)                     | Лунтик случайно уронил вешалку в пруд и она напугала всех жителей. | Сарра Ансон                      | Дарина Шмідт      | Ольга Тараріна               |
| 58. | Свято (рос. Праздник)                    | Лунтик и генерал Шер нашли место для праздника цветов и решили его украсить. | Сарра Ансон                      | Катерина Шрага    | Віра Бекелєва                |
| 59. | Родинний портрет (рос. Семейный портрет) | Лунтик нечаянно испортил семейный портрет бабы Капы и деда Шера. Пришлось Дяде Шнюку рисовать новый, который оказался ещё лучше старого. | Андрій Сазонов                   | Антон Рудін       | Віра Бекелєва                |
| 60. | Павутиння (рос. Паутина)                 | У муравьёв беда: уже 15-е бревно уплыло, и им никак не построить мост. Лунтик решил спасти их: позвал Шнюка с его паутиной, которая всем только мешает. Воспользовавшись сетями, муравьи построили мост и переправились через него. Так Лунтик доказал всем, что паутина приносит пользу. Хорошо, когда твои способности нужны другим. | Сарра Ансон                      | Людмила Стеблянко | Наталія Константинова        |
| 61. | Дві жаби (рос. Две жабы)                 | Лунтик с друзьями узнаёт, что в лесу теперь две жабы. Но потом выяснилось, что вторая жаба — это новая проделка гусениц. | Марина Комаркевич                | Галина Воропай    | Ольга Тараріна               |
| 62. | Ритм                                     | Муравьишка теряет барабан и у него больше нет возможности отбивать ритм. Лунтик решает помочь ему найти то, чем можно заменить барабан. | Сарра Ансон                      | Ольга Образцова   | Ольга Тараріна               |
| 63. | Тісто, що втекло (рос. Сбежавшее тесто)  | Лунтик решил одновременно пойти гулять с друзьями и проследить за тем, чтобы тесто не сбежало. Но из этой затеи ничего хорошего не вышло. | Дмитро Яковенко                  | Людмила Стеблянко | Наталія Константинова        |
| 64. | Насінинка (рос. Семечко)                 | Корней Корнеевич даёт ребятам семена, чтобы они вырастили цветки и потом все посмотрели, у кого что получится. | Сарра Ансон                      | Катерина Шрага    | Ольга Тараріна Віра Бекелєва |
| 65. | Переставлені меблі (рос. Перестановка    | Лунтик предлагает Шнюку сделать в своём доме перестановку, ведь там мрачно и скучно. | Сарра Ансон                      | Антон Рудін       | Віра Бекелєва                |
| 66. | Скельце (рос. Стёклышко)                 | Деда Шер отвинчивает от своей подзорной трубы стёклышко и даёт его Лунтику. Но последний нечаянно роняет стёклышко в пруд. | Сарра Ансон                      | Галина Воропай    | Наталія Константинова        |
| 67. | Гра (рос. Игра)                          | Лунтик захворів і тепер змушений сидіти вдома. Кузя вирішив допомогти другу якнайшвидше одужати. | Кирило Глезін                    | Катерина Шрага    | Віра Бекелєва                |
| 68. | Спека (рос. Жара)                        | Лунтик та його друзі шукають спосіб врятуватися від спеки. Цим порятунком виявився звичайний ставочок — неглибокий і в тіні. | Сарра Ансон                      | Ольга Образцова   | Ольга Тараріна               |
| 69. | Кораблик                                 | Лунтик і Кузя вирішили вирушити в плавання і починають для цієї мети робити кораблик. | Наталія Степанова Аліна Соколова | Дарина Шмідт      | Наталія Константинова        |
| 70. | Табуретка (рос. Табурет)                 | У Дядька Шнюка зламаламя табуретка. Він її викидає, але потім дивиться на свої старі фотографії, де він малим стоїть на тій самій табуретці, і вирішує повернути те, чого позбувся. | Сарра Ансон                      | Людмила Стеблянко | Наталія Константинова        |
| 71. | Похід (рос. Поход                        | Лунтик, Кузя та Міла пішли в похід, але взяли забагато речей. Пізніше вони зрозуміли: головне, щоб був добрий настрій, а стільки речей лише заважатимуть. | Сарра Ансон                      | Антон Рудін       | Віра Бекелєва                |
| 72. | Урок                                     | Лунтик пішов на урок замість Бджоленяти. | Дмитро Яковенко                  | Катерина Шрага    | Віра Бекелєва                |
| 73. | Хованки (рос. Прятки)                    | Друзі неправильно пояснили Лунтику, як грати у хованки. Вони сказали, що треба ховатись так, щоб тебе ніхто не бачив. У результаті Лунтик ховався від усіх поспіль, навіть від тих, хто в хованки з ним не грав. | Ольга Образцова                  | Ольга Образцова   | Ольга Тараріна               |
| 74. | Мапа (рос. Карта)                        | Лунтику, Кузі та Мілі попалася мапа. Друзі вирішили вирушити на пошуки скарбу з її підказками. | Олена Павлікова                  | Галина Воропай    | Ольга Тараріна               |
| 75. | Яблуко (рос. Яблоко)                     | Лунтик і Мурашка вирушають добувати яблуко. | Олена Павлікова                  | Дарина Шмідт      | Віра Бекелєва                |
| 76. | Всі гуртом (рос. Все вместе)             | Лунтик, Кузя, Бджоленя хотіли навчитися добре стрибати, літати і плавати, щоб допомогти іншим мешканцям лісу. І все вийшло у них тільки тоді, коли вони допомагали одне одному. Добре, коли є друзі, які можуть те, що тобі не під силу: разом можна подолати будь-які складнощі. | Марина Комаркевич                | Антон Рудін       | Віра Бекелєва                |
| 77. | Цибуля (рос. Лук)                        | Корній Корнійович дає Лунтику половину цибулини. Останній дивується, чому усі плачуть. Але потім, бабця Капа пояснює йому, що від цибулі печуть очі, тому, як виявляється, сльози інших були не від смутку. | Сарра Ансон                      | Ольга Образцова   | Ольга Тараріна               |
| 78. | Сюрприз                                  | Лунтик робить всім сюрприз. Але для того, щоб він вийшов, потрібно робити щось не тільки приємне, а й несподіване. | Кирило Глезін                    | Катерина Шрага    | Наталія Константинова        |
| 79. | Виставка (рос. Выставка)                 | Вупсень та Пупсень влаштували виставку своїх опудал із трави. | Марина Комаркевич                | Людмила Стеблянко | Наталія Константинова        |
| 80. | День народження (рос. День рождения)     | У Лунтика біда — він не знає, коли народився. Генерал Шер пропонує влаштувати його День народження хоч того ж дня. | Сарра Ансон                      | Галина Воропай    | Галина Воропай               |

## Кількість серій в сезонах, виробничий і трансляційний процес
| № сезона | Кількість серій в сезоні | Рік виходу на DVD | Дистриб'ютор | Художники-постановщики                           |
| -------- | ------------------------ | ----------------- | ------------ | ------------------------------------------------ |
| 1        | 80 серій (1-80)          | 2006—2007         | Союз Відео   | Марина Комаркевич Дарина Шмідт                   |
| 2        | 50 серій (81-130)        | 2007              | Союз Відео   | Марина Комаркевич Тетяна Клейн                   |
| 3        | 60 серій (131—190)       | 2008              | Союз Відео   | Тетяна Клейн                                     |
| 4        | 65 серій (191—255)       | 2008—2009         | Союз Відео   | Тетяна Клейн                                     |
| 5        | 66 серій (256—321)       | 2009—2010         | Союз Відео   | Тетяна Клейн Ірина Фьодорова                     |
| 6        | 68 серій (322—389)       | 2010—2011         | Союз Відео   | Тетяна Клейн Ірина Фьодорова Катерина Максименко |
| 7        | 50 серій (390—439)       | 2012—2013         | Лізард       | Катерина Максименко Віта Ткачьова                |
| 8        | 53 серій (440—492)       | 2015—2018         | Лізард       | Марина Макарова Катерина Максименко              |
| 9        | 90 (505—594)             | 2018—2025         |              | Марина Макарова Катерина Максименко              |

Перший сезон мультсеріалу створювався з кінця 2005 по осінь 2006 року. Технологія створення — 2D-комп'ютерна анімація. Перший сезон транслювався з 1 вересня 2006 року до 26 січня 2007 року. Кількість серій — 80.
Студія «Мельница» продовжила роботу над мультсеріалом і починаючи з кінця 2006 року по літо 2007 року проводився другий сезон мультсеріалу і трансляція розпочалася 4 червня 2007, а закінчилася 26 жовтня 2007 року Технологія виробництва та ж (2D-комп'ютерна анімація). Кількість серій — 50.
Третій сезон почав виробництво в кінці 2007 року. Технологія виробництва змінилася з 2D на 3D-анімацію. Транслювався з 14 квітня 2008 до 23 грудня 2008 року. Основна частина серій була знята в 2008 році. Кількість серій — 60.
Четвертий сезон знімався в 2008-2009 роках. На даний момент цей сезон найбільший в 3D виробництві мультсеріалу за кількістю серій — 69. Транслювався 4 сезон з 28 грудня 2008 по 3 липня 2009 року, з урахуванням бонус-серій.
П'ятий сезон мультсеріалу знімався у 2009 році. Технологія та сама 3D-анімація. Транслювався з 12 жовтня 2009 року по 22 березня 2010 року. Кількість серій — 62.
Шостий сезон створювався у 2009—2011 роках. Технологія 3D-анімації. Транслювався з 23 березня 2010 по 31 січня 2011 року. Кількість серій — 68. Останні п'ять серій: «Охоронець», «Сищики», «Смікалка», «Сюрприз для Баби Капи» та «Секрет перемоги» мали бути серіями нового сьомого сезону, але у зв'язку з початком виробництва серіалу «Барбоскіни» ці п'ять серій увійшли у шостий сезон як бонус-серії.
Через півтора роки студія «Мельница» продовжила виробництво мультсеріалу та почала знімати сьомий сезон. Починаючи з серпня 2012 до травня 2013 року тривало виробництво сьомого сезону. Кількість серій — 50. Цього сезону змінюється заставка. Спочатку транслювався з 30 травня до 21 липня 2013 року, а потім і з 27 листопада 2013 року до 24 жовтня 2014 року.
7 сезон поділено на 2 частини.
З серпня 2014 року до 2016 року студія «Мельница» виробляла восьмий сезон. Вийшов на телеканалі «Карусель». 1 частина транслювалася з 7 вересня 2015 року по 28 лютого 2018 року. Кількість серій — 65.
З 2018 до 2021 рік «Мельница» виробляв дев'ятий сезон. Вийшов на «Каруселі». 1 частина транслювалася з 29 серпня 2018 року до 25 грудня 2019 року. Кількість серій — 90.
9 сезон поділено на 2 частини.
Прем'єра першого епізоду в оновленій графіці відбулася 5 березня 2020 року. А прем'єра другого епізоду в оновленій графіці відбулася 30 березня 2020 року. Два епізоди транслювалися на телеканалі «Росія-К».

## Повнометражний мультфільм
29 серпня  2024 року вийшов повнометражний мультфільм «Лунтик. Повернення додому».

## Трансляція в Україні

Український постер.

В Україні мультсеріал транслювали з 2017 до 2022 року на «Новому каналі» з українським дубляжем. З 2011 до 2016 року виходила ранкова програма «Мультик з Лунтіком» на телеканалі «ТЕТ», де були стилізовані під оригінальних персонажів герої мультфільму Лунтик, Міла та Кузя.

## Нагороди і премії
- 28 лютого 2015 року прем'єр-міністр Росії Дмитро Медведєв вручив премії Уряду в галузі культури за 2014 рік. Серед нагороджених: продюсер Олександр Боярський, режисери Дарина Шмідт і Олена Галдобіна, автор літературної концепції Анна Саранцева — за створення анімаційного серіалу для дітей «Лунтик та його друзі».

## Продукція
Під торговою маркою «Лунтик» випускаються різноманітні товари: іграшки, друкована продукція, одяг, продукти харчування, комп'ютерні та мобільні ігри. Студія «Млин» продає ліцензії на виробництво товарів під брендом «Лунтик». Перші ліцензіати у «Лунтика» з'явилися в 2006 році, ними стали видавництво «Егмонт-Росія» і постачальник іграшок «Сімбат Тойз». У 2015 році продукцію під брендом «Лунтик» випускало 60 компаній-ліцензіатів. За словами співвласника студії «Млин» Сергія Сельянова, доходи від продажу контенту і товарного ліцензування у «Лунтика» складають приблизно рівні частки.